# Ludwig Ferdinand Schnorr von Carolsfeld
Ludwig Ferdinand Schnorr von Carolsfeld (født 11. oktober 1788 i Königsberg, død 13. april 1853 i Wien) var en tysk maler, raderer og litograf, bror til Julius Schnorr von Carolsfeld.
Schnorr von Carolsfeld uddannede sig (elev af faderen og Füger) i Wien, hvor også hans kunstneriske virksomhed falder, og hvor han blev kustos ved Belvedere-galleriet. Af Schnorr ses Mephisto og Faust i Wiens Hofmuseum, Olding i gammeltysk Dragt i Dresdens Galleri.